# Відносини між урядами Західної та Наддніпрянської України напередодні Акту Злуки
Західноукраїнська Народна Республіка (ЗУНР) була проголошена 1 листопада 1918 року внаслідок розпаду Австро-Угорщини. Її першим офіційним дипломатичним контактом з Наддніпрянською Україною став візит делегації Назарчука та Шухевича у Київ, якою були розпочаті переговори про возз'єднання України та надання військової допомоги Галицькій армії.

## Військова та дипломатична підтримка

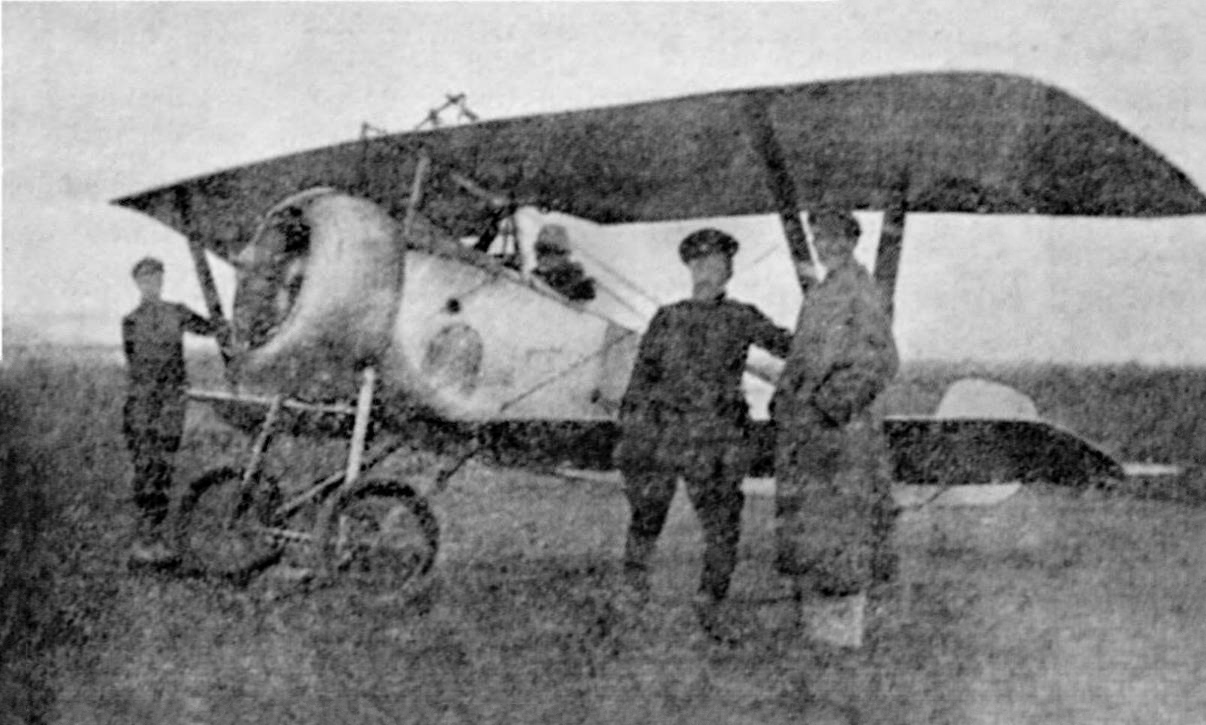
«Nieuport-17» Галицької армії. Красне, початок 1919 року

Після проголошення незалежності ЗУНР автоматично опинилася в стані війни з Польщею, у зв'язку з цим Українська Держава (а після неї — Українська Народна Республіка) почала надавати їй військову підтримку. На допомогу Галицькій армії були спрямовані: окремий загін ім. І. Гонти під командуванням отамана Андрія Долуда (налічував від 45 до 67 бійців, прибув у Львів 13 листопада 1918 року),  автопанцірний дивізіон групи Січових Стрільців (налічував 5 бронетранспортерів, прибули 14 листопада 1918 року), загін полковника Кравчука, 1 самостійна Козятинська бригада (до складу входили 2 піхотні полки, артилерійська батарея і дивізіон кавалерії — разом близько 3400 бійців), 3-тя сотня Одеського авіадивізіону (складалася з 6 літаків (1 «Nieuport» та 5 російських літаків), 6 бойових старшин, 6 підстаршин-механіків і 9 рядових, прибула у Красне 16 грудня 1918 року), близько 70 генералів і офіцерів були відрядження безпосередньо у її склад. Крім того, армії ЗУНР почала надаватись матеріальна підтримка. Так від уряду Скоропадського їй було виділено 6 000 000 карбованців та 10 000 000 австрійських крон, кілька вагонів одягу, взуття та цукру, поставлено 20 000 гвинтівок, 80 000 000 патронів, 80 гармат і 20 літаків; до 26 грудня 1918 року у Львів було направлено 2 транспорти, перший з яких містив 1 200 000 патронів і 2000 гвинтівок, другий — 1 590 000 патронів, гвинтівки та гармати; також відомо, що з 2-ю Дніпровською дивізією повинен був прибути транспорт з 9000 гвинтівок, 1 панцерником, 1 вагоном гуми, 60 000 сигнальних ракет, 150 стрічками для кулеметів; до 27 грудня 1918 років через Підволочиськ було перевезено 5 000 000 патронів; на початок січня 1919 року Директорія УНР організувала поставки теплого одягу, до кінця січня 1919 року на Галичину було доставлено 30 вагонів одягу і теплої білизни. Також, з проголошенням ЗУНР, Українська Держава почала надавати матеріальну підтримку її дипломатичним представникам.

## Підготовка та проголошення Акта Злуки

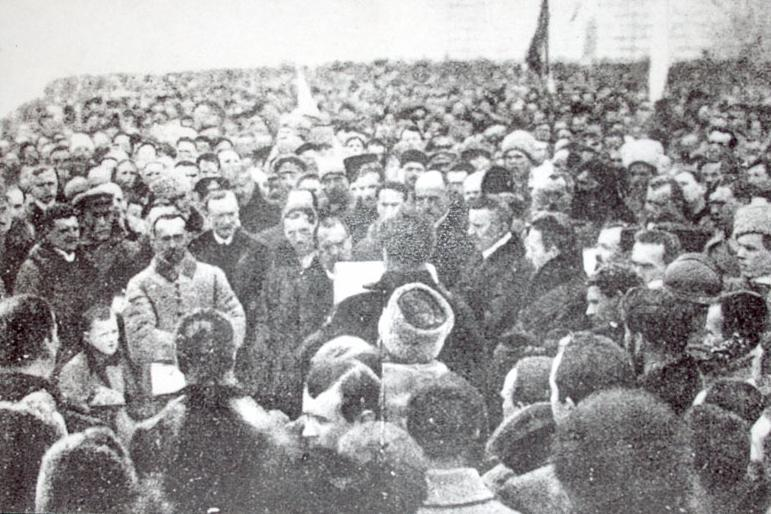
Урочисте оголошення Акту Злуки. Софійська площа. Київ, 22 січня 1919

Відразу по проголошенні незалежності Українською Національною Радою ЗУНР ініційовано об'єднання України. Нею була направлена делегація на чолі з Назаручуком та Шухевичем для переговорів з Гетьманом України Павлом Скоропадським, яка в подальшому продовжила їх з Директорією Української Народної Республіки, що прийшла до влади після перемоги Антигетьманського повстання.
1 грудня 1918 у Фастові між УНР і ЗУНР укладений передвступний договір про подальше об'єднання двох республік в єдину державу, 3 січня 1919 Українська Національна Рада ЗУНР у Станіславові ратифікував його і направив делегацію у кількості 65 чоловік на чолі з Левом Бачинським та окрему комісію для ведення переговорів з урядом УНР, а 22 січня 1919 Директорія УНР видала універсал, що проголосив створення єдиної і незалежної УНР, у той же день в урочистій обстановці про це було оголошено на Софійській площі Києва.
23 січня 1919 року «Акт Злуки» ратифікований Трудовим конгресом України, до складу якого було введено 48 делегатів від ЗУНР до складу Президії був введений член УСДП Семен Вітик, Директорії УНР було надане право верховної влади і покладено обов'язок застосовувати всі засоби для захисту держави, в її склад вводився представник Західної України, Західноукраїнську Народну Республіку було перетворено у Західну область Української Народної Республіки, яка отримала територіальну автономію, в майбутньому передбачається скликання Установчих зборів.

## Документи цього періоду
- Передвступний договір між Західноукраїнською Народною Республікою та Українською Народною Республікою про подальшу Злуку обох республік в єдину велику державу від 1 грудня 1918 року[1];
- Акт злуки Української Народної Республіки та Західноукраїнської Народної Республіки від 22 січня 1919 року[1].